# Udo Bölts
Udo Bölts es un ex ciclista alemán, nacido el 10 de agosto de 1966 en Heltersberg, Alemania. Fue profesional desde 1989 hasta 2003, cuando anunció su retirada. Consiguió 21 victorias del circuito profesional.
Fue un excelente gregario del equipo alemán Telekom, donde sus labores principales eran las de apoyo a sus jefes de filas Bjarne Riis y Jan Ullrich. Tras un año en el equipo Gerolsteiner anunció su retirada. Es hermano de Hartmut Bölts, que fue también ciclista profesional.

## Palmarés
1990
- Campeonato de Alemania en Ruta
- Herald Sun Tour

1992
- 1 etapa del Giro de Italia
- 1 etapa de la Vuelta al País Vasco

1994
- Vuelta a Colonia

1995
- Campeonato de Alemania en Ruta

1996
- Clásica de San Sebastián
- 1 etapa de la Vuelta a Suiza

1997
- Dauphiné Libéré
- 1 etapa de la Euskal Bizikleta
- GP Kanton Aargau

1998
- 1 etapa de la Euskal Bizikleta
- Gran Premio de Valonia

1999
- Campeonato de Alemania en Ruta

2000
- 1 etapa de la Vuelta a Alemania
- 1 etapa de la Vuelta a Suiza

## Resultados en Grandes Vueltas y Campeonatos del Mundo
| Carrera         | 1989 | 1990 | 1991 | 1992 | 1993 | 1994 | 1995 | 1996 | 1997 | 1998  | 1999 | 2000 | 2001 | 2002 | 2003 |
| --------------- | ---- | ---- | ---- | ---- | ---- | ---- | ---- | ---- | ---- | ----- | ---- | ---- | ---- | ---- | ---- |
| Giro de Italia  | -    | -    | -    | 31.º | 33.º | 18.º | 46.º | -    | -    | -     | -    | -    | -    | -    | -    |
| Tour de Francia | -    | -    | -    | 35º  | 25º  | 9.º  | 38.º | 14.º | 21.º | 21.º  | 40.º | 42.º | 51.º | 48.º | 61.º |
| Vuelta a España | -    | 53.º | 17.º | -    | -    | -    | -    | -    | -    | -     | -    | -    | -    | -    | -    |
| Mundial en Ruta | Ab   | Ab   | 49.º | 14.º | -    | 18.º | Ab   | 39.º | 4.º  | '10.º | -    | -    | -    | -    | -    |

-: no participa
- Datos: Q66432
- Multimedia: Udo Bölts / Q66432